# Normalized Difference Vegetation Index

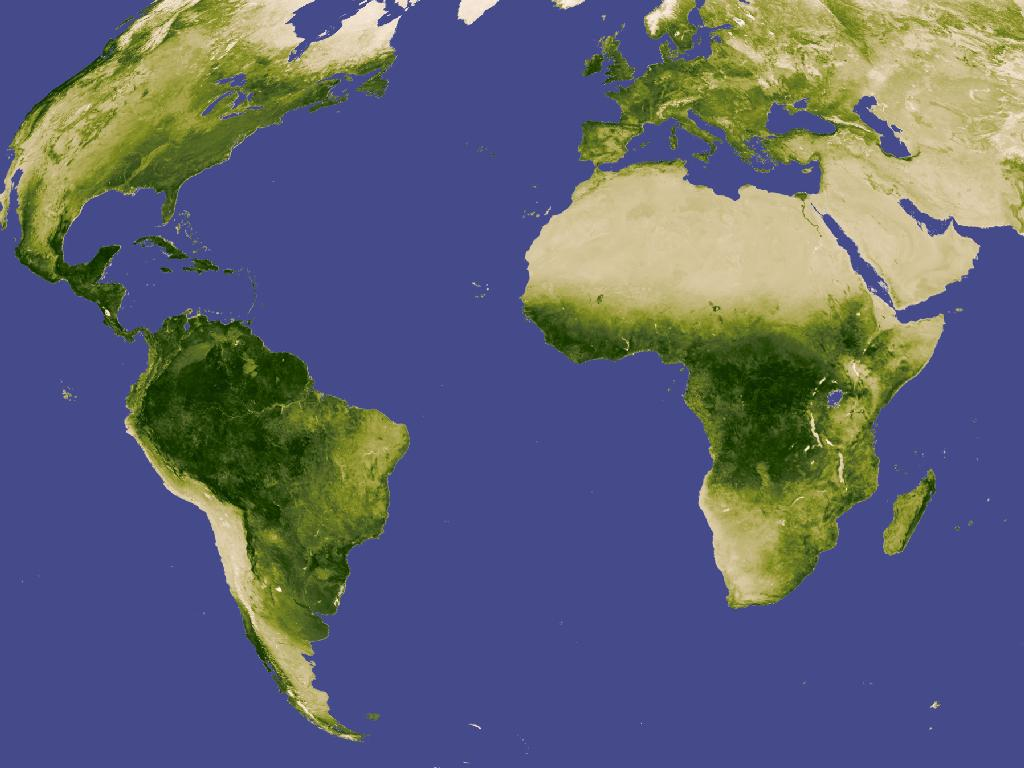
Valori negativi di NDVI (valori che si avvicinano a -1) corrispondono all'acqua. Valori prossimi allo zero (da -0,1 a 0,1) corrispondono generalmente a zone aride con roccia, sabbia o neve. Infine, valori positivi e bassi rappresentano arbusti e pascoli (circa tra 0,2 e 0,4), mentre i valori alti indicano foreste pluviali temperate e tropicali (valori che si avvicinano 1).

Il Normalized Difference Vegetation Index (NDVI) è un semplice indicatore grafico che può essere utilizzato per analizzare le misurazioni ottenute dal telerilevamento, tipicamente ma non necessariamente da un apposito satellite, e valutare se la zona osservata contiene della vegetazione viva.

## Storia

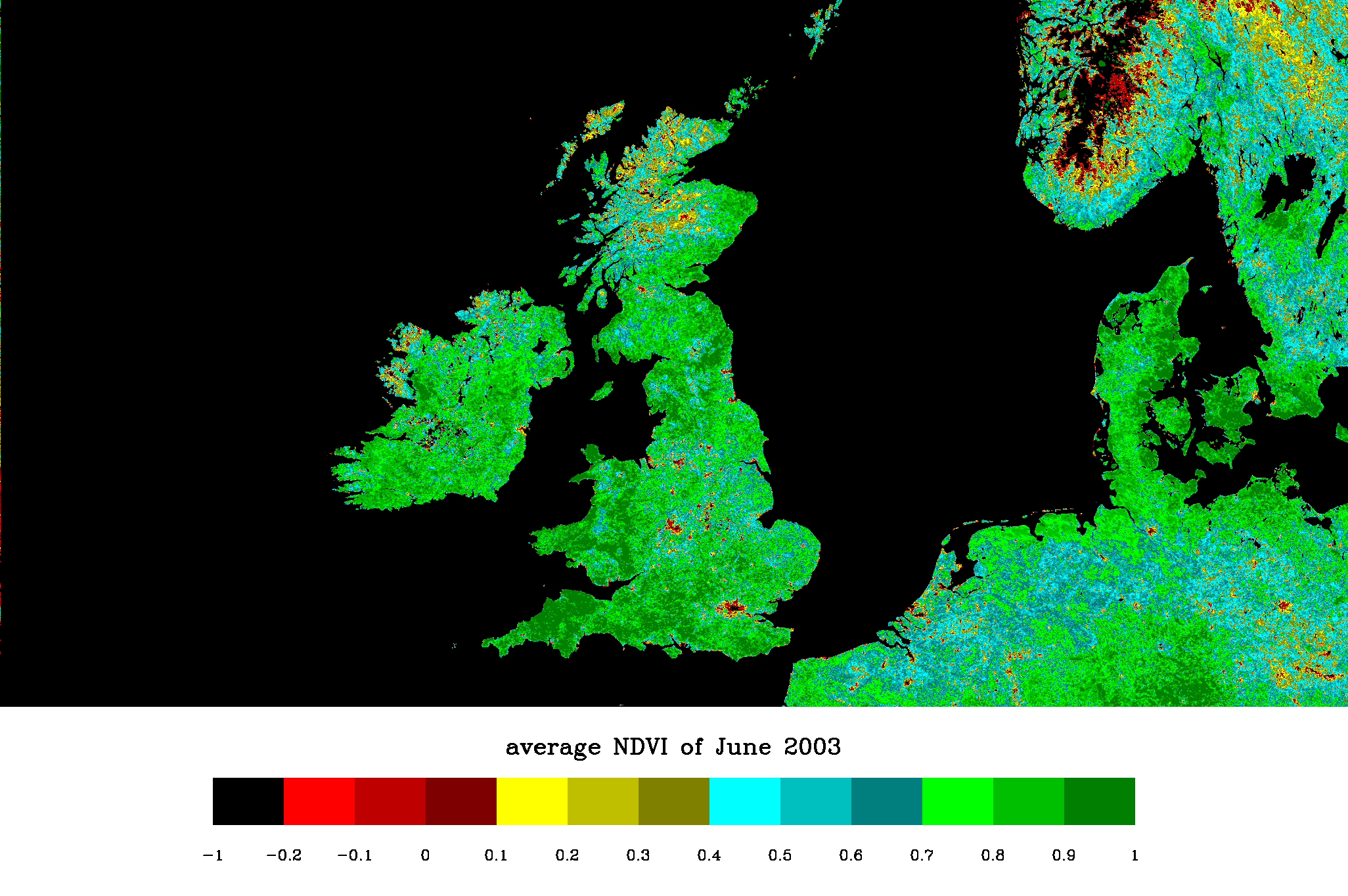
NDVI in giugno sulle isole Britanniche (NOAA AVHRR)

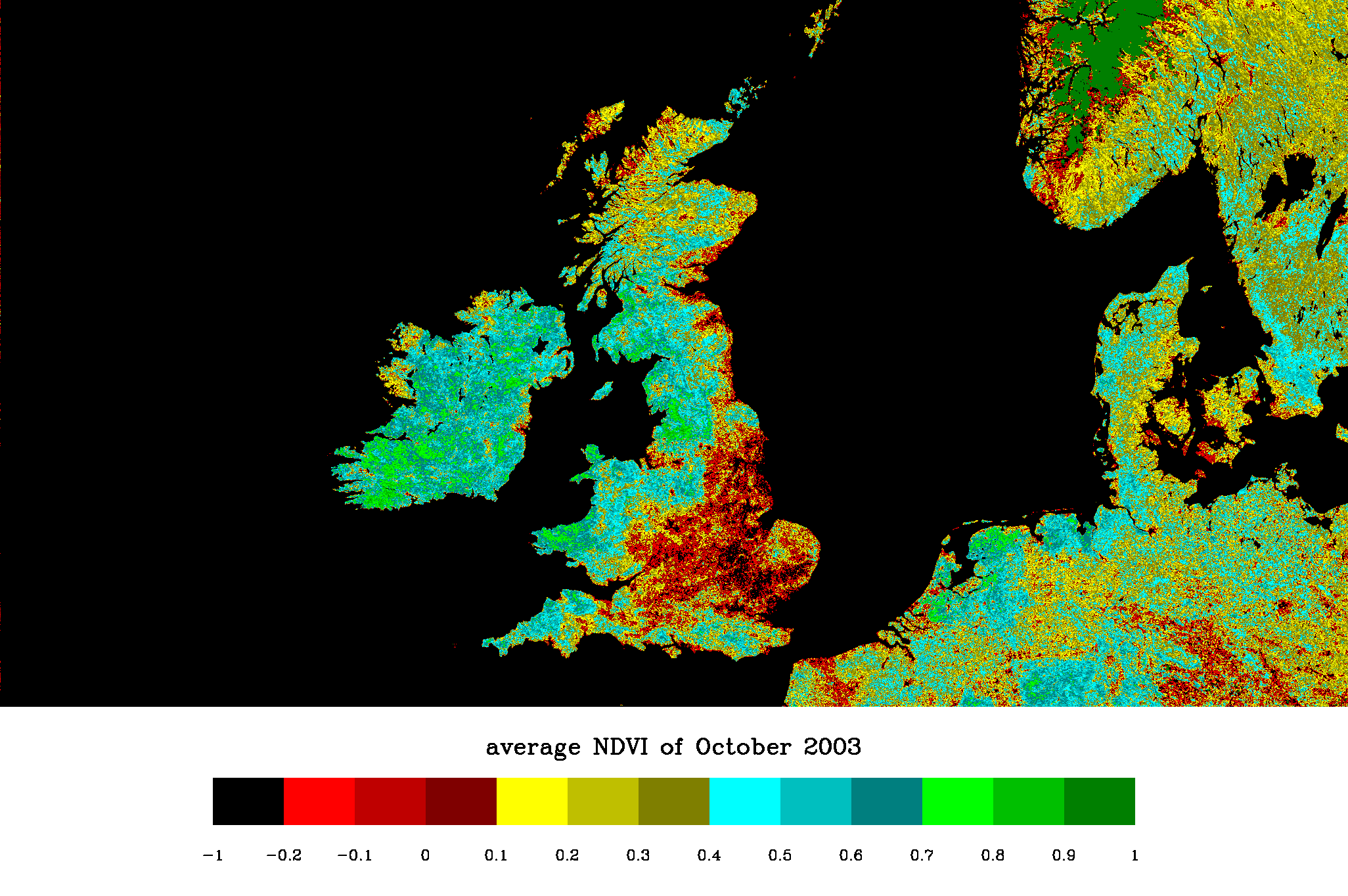
NDVI in ottobre sulle isole Britanniche (NOAA AVHRR)

L'esplorazione dello spazio è iniziata con il lancio dello Sputnik 1 da parte dell'Unione Sovietica il 4 ottobre 1957. Questo è stato il primo satellite artificiale in orbita intorno alla Terra. Successivi lanci effettuati con successo, sia in Unione Sovietica (ad esempio, il programma Sputnik e le missioni Cosmos), e negli Stati Uniti (ad esempio, il programma Explorer), hanno portato rapidamente alla progettazione e al funzionamento di appositi satelliti meteorologici. Si tratta di piattaforme orbitanti che imbarcano strumenti appositamente progettati per osservare l'atmosfera terrestre e la sua superficie al fine di migliorare le previsioni meteorologiche. A partire dal 1960, la serie di satelliti TIROS imbarcavano telecamere e radiometri; dal 1964 sono stati lanciati i satelliti Nimbus e la famiglia di strumenti a bordo Advanced Very High Resolution Radiometer (AVHRR) sulle piattaformi della National Oceanic and Atmospheric Administration (NOAA). Quest'ultimo sensore misura la riflettanza del pianeta in banda rossa e nel vicino infrarosso, nonché nell'infrarosso termico. In parallelo, la NASA ha sviluppato la Earth Resources Technology Satellite (ERTS), che divenne il precursore del programma Landsat. Questi sensori primitivi erano dotato di una minima risoluzione spettrale, ma tendeva a includere bande nel rosso e nel vicino infrarosso, che sono utili per distinguere la vegetazione e le nuvole, in mezzo ad altri obiettivi.
Con il lancio del primo satellite ERTS - che è stato presto ribattezzato Landsat 1 - il 23 luglio 1972 con il suo scanner multispettrale (multispectral scanner - MSS) la NASA ha finanziato una serie di indagini tese ad accertare le sue capacità per il telerilevamento terrestre. Uno di questi primi studi è stato diretto allo studio della vegetazione tra primavera, estate e autunno (la cosiddetta "vernal advancement and retrogradation") in tutto il nord con estensione fino a sud della regione delle Grandi Pianure degli Stati Uniti centrali. Questa regione copre una vasta gamma di latitudini dalla punta meridionale del Texas al confine USA-Canada, che ha portato in una vasta gamma di angoli zenitali solari al momento delle osservazioni satellitari.
I ricercatori per questo studio nelle Grandi Pianure, il dottorando Donald Deering e il suo advisor Dr. Robert Haas, hanno rilevato che la loro capacità di correlare, o quantificare, le caratteristiche biofisiche della vegetazione dei pascoli di questa regione dai segnali satellitari spettrali sono state confuse da alcune differenze dell'angolo zenitale solare attraverso questo forte gradiente latitudinale. Con l'assistenza del matematico Dr. John Schell, hanno studiato alcune soluzioni a questo problema e successivamente hanno dedotto che il rapporto tra la differenza dei radianze rosse e infrarosse oltre la loro somma come mezzo per regolare o "normalizzare" gli effetti l'angolo di zenith solare. In origine, hanno chiamato questo rapporto "Vegetation Index" (o in un'altra variante, "Transformed Vegetation Index"). Molti altri ricercatori hanno identificato come "Vegetation Index" il semplice rapporto rosso/infrarosso, mentre loro hanno finalmente iniziato a identificare il rapporto tra la differenza e la somma, ovvero il Normalized Difference Vegetation Index. Il primo uso del NDVI riportato nello studio delle Grandi Pianure è stato nel 1973 da Rouse et al. Tuttavia, sono state precedute nella formulazione di un normalized difference spectral index da Kriegler et al. nel 1969. Poco dopo il lancio di ERTS-1 (Landsat-1), Tucker Compton, appartenente al Goddard Space Flight Center della NASA, ha in seguito prodotto una serie di primi articoli su riviste scientifiche che descrivono l'uso del NDVI.
Così, NDVI è stato uno dei più riusciti di molti tentativi di identificare in modo semplice e veloce le aree vegetate e la loro "condizione". Esso rimane l'indice più noto e utilizzato per rilevare dal vivo le chiome degli arbusti mediante dati telerilevati multispettrali. Una volta che la fattibilità di rilevare la vegetazione era stata dimostrata, gli utenti tendevano ad utilizzare il NDVI anche per quantificare la capacità fotosintetica delle chiome degli alberi. Questa, tuttavia, può essere un'operazione molto più complessa, se non eseguita correttamente, come verrà discusso in seguito.

## Principio fisico

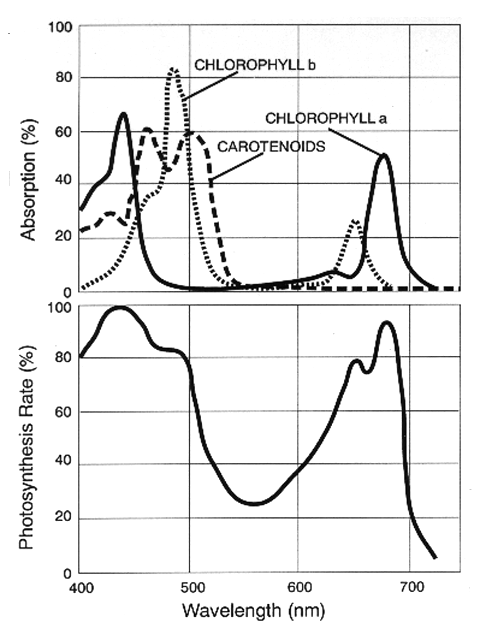
Tipico spettro PAR, illustra l'assorbimento della clorofilla A, della clorofilla B e dei carotenoidi

Le piante assorbono la radiazione solare mediante la radiazione fotosinteticamente attiva (in inglese nota anche come Photosynthetically active radiation - PAR) nella regione spettrale, che poi utilizzano come fonte di energia nel processo di fotosintesi. Le cellule delle foglie si sono evolute a disperdere (cioè, riflettere e a trasmettere) la radiazione solare nel vicino infrarosso della regione spettrale (che trasporta circa la metà dell'energia solare in arrivo totalmente), perché il livello di energia per fotone in quel dominio (lunghezze d'onda più lunghe di 700 nanometri) non è sufficiente per sintetizzare molecole organiche. Un forte assorbimento a queste lunghezze d'onda potrebbe solamente provocare il surriscaldamento della pianta ed eventualmente danneggiarne i tessuti. Quindi, le piante appaiono relativamente scure nel PAR e relativamente luminose nel vicino infrarosso. Al contrario, nuvole e neve tendono ad essere piuttosto brillanti nella banda rossa (così come altre lunghezze d'onda visibili) e piuttosto scure nel vicino infrarosso. Il pigmento delle foglie, la clorofilla, assorbe fortemente la luce visibile (da 0,4 a 0,7 um) per l'utilizzo nella fotosintesi. La struttura cellulare delle foglie, invece, riflette fortemente la luce nel vicino infrarosso (da 0,7 a 1,1 um). Più è grande il numero di foglie che una pianta ha, maggiori lunghezze d'onda sono colpite e quindi maggiore è la quantità di luce che viene coinvolta. Poiché gli strumenti iniziali di osservazione della terra, come ERTS della NASA e AVHRR del NOAA, acquisiscono dati nel visibile e nel vicino infrarosso, è stato naturale sfruttare le forti differenze di riflettanza delle piante per determinare la loro distribuzione spaziale nelle immagini satellitari.
L'NDVI viene così calcolato:
{\displaystyle {\mbox{NDVI}}={\frac {({\mbox{NIR}}-{\mbox{VIS}})}{({\mbox{NIR}}+{\mbox{VIS}})}}}
dove VIS e NIR stanno rispettivamente per le misure di riflettanza spettrale acquisite nelle regioni visibile (rosso) e nel vicino infrarosso. Queste riflettanze spettrali sono esse stesse rapporti della radiazione riflessa su quella entrante per ogni banda spettrale, e di conseguenza assumono valori compresi tra 0 e 1. In base alla definizione, lo stesso NDVI varia quindi tra -1 e +1. Va notato che NDVI è funzionale, ma non linearmente equivalente al semplice rapporto infrarosso/rosso (NIR/VIS).  Il rapporto semplice (a differenza NDVI) è sempre positivo, e può avere vantaggi pratici, ma ha anche un intervallo matematicamente infinito (da 0 a infinito), che può essere uno svantaggio pratico rispetto al NDVI. Anche a questo proposito, si noti che il termine VIS al numeratore di NDVI scala soltanto il risultato, andando a creare i valori negativi. NDVI è funzionale e linearmente equivalente al rapporto NIR/(NIR+VIS), che varia da 0 a 1 e non è quindi negativo e risulta quindi limitato. Tuttavia, il concetto più importante per la comprensione della formula algebrica del NDVI è che, nonostante il nome, è una trasformazione di un rapporto spettrale (NIR/VIS), e non ha alcuna relazione funzionale di una differenza spettrale (NIR-VIS).
In generale, se vi è molta più radiazione riflessa nel vicino infrarosso rispetto a quella nelle lunghezze d'onda visibili, allora la vegetazione in quel pixel è probabile che sia maggiormente densa e può contenere anche della foresta. Un lavoro successivo ha dimostrato che l'NDVI è direttamente legato alla capacità di fotosintesi e quindi all'assorbimento di energia delle chiome degli alberi.

## Prestazioni e limitazioni

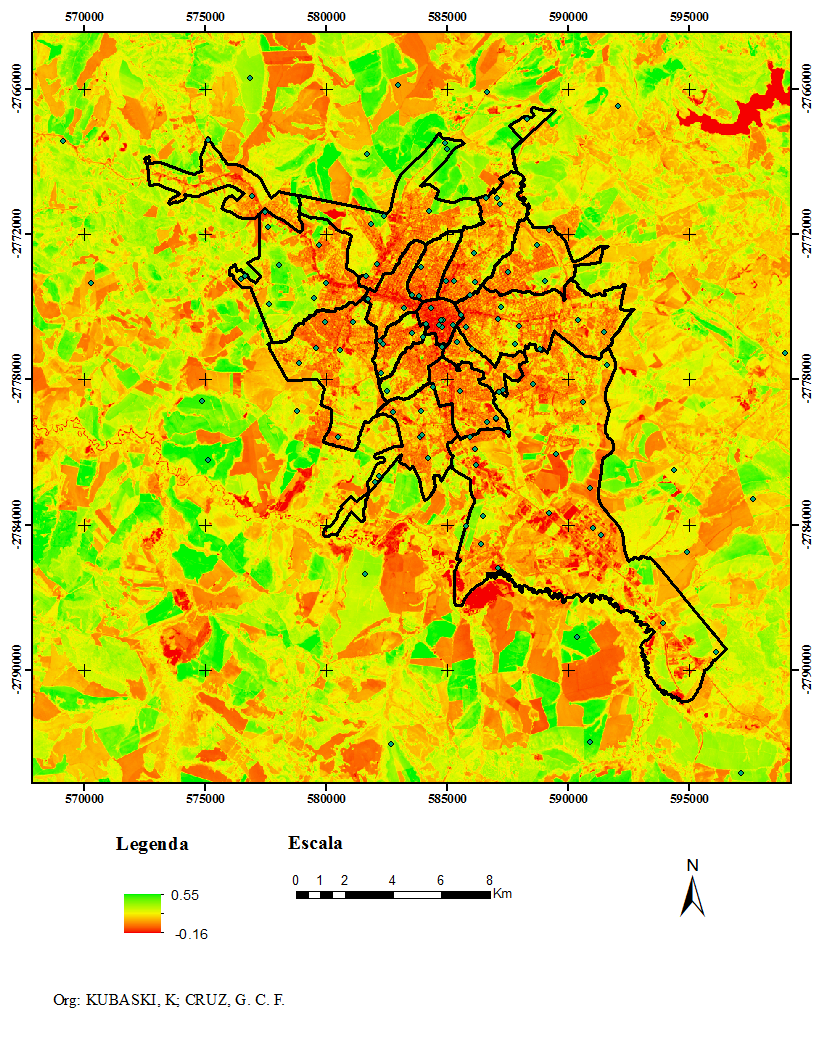
I campi circostanti e i corpi idrici come la diga a nord-est contribuiscono a mascherare con valori elevati a Ponta Grossa, nel sud del Brasile

Si può vedere dalla sua definizione matematica che l'NDVI di un'area contenente una fitta vegetazione tenderà a dare valori positivi (0,3-0,8) mentre nel caso di nuvole e di neve sarà caratterizzato da valori negativi. Altri obiettivi visibili dallo spazio sulla terra sono:
- acque ferme (ad esempio, oceani, mari, laghi e fiumi) che hanno una riflettanza piuttosto bassa in entrambe le bande spettrali (perlomeno lontano dalle coste) e quindi portano a valori positivi o addirittura leggermente negativi di NDVI;
- terreni che in genere mostrano una riflettanza spettrale nel vicino infrarosso un po' più grande rispetto al rosso, e quindi tendono a generare valori positivi anche piuttosto piccoli NDVI (ovvero 0,1-0,2).

Oltre alla semplicità dell'algoritmo e la sua capacità di distinguere sostanzialmente aree vegetate da altri tipi di superficie, l'NDVI ha anche il vantaggio di comprimere la dimensione dei dati che devono essere compressi di un fattore 2 (o più), dal momento che sostituisce due bande spettrali in una singola (eventualmente codificando su 8 bit invece dei 10 o più bit dei dati originali).
L'utilizzo del NDVI per le valutazioni quantitative (al contrario di indagini qualitative, come indicato qui sopra) solleva una serie di problemi che possono gravemente limitare l'effettiva utilità di questo indice se non sono adeguatamente affrontati. Inoltre, l'NDVI tende a essere usato troppo (se non abusato) in applicazioni per le quali non è mai stato progettato. Le seguenti sottosezioni riportano alcuni di questi problemi.
- Matematicamente, somma e la differenza dei due canali spettrali contiene le stesse informazioni dati originali, ma la sola differenza (o differenza normalizzata) svolge solo una parte delle informazioni iniziali. Se l'informazione mancante è rilevante o risulta importante dall'utente, è importante comprendere che l'NDVI trasporta solo una frazione delle informazioni disponibili nei dati originali.
- Gli utenti che utilizzano l'NDVI tendono a stimare un gran numero di proprietà della vegetazione dal valore di questo indice. Esempi tipici sono l'indice di area fogliare, la biomassa, la concentrazione di clorofilla nelle foglie, la produttività delle piante, copertura vegetale frazionata, le precipitazioni accumulate, ecc. Tali relazioni sono spesso derivate da correlazioni da valori provenienti dallo spazio con misure di valori a terra di queste variabili. Questo approccio solleva altri problemi legati alla scala spaziale associata alle misure, come sensori satellitari sempre misurano la quantità di radiazione per aree molto maggiori di quelle misurate dagli strumenti a terra. Inoltre, è naturalmente illogico sostenere che tutte queste relazioni tengano in una sola volta, perché questo vorrebbe dire che tutte queste caratteristiche ambientali sarebbero direttamente e inequivocabilmente in relazione tra loro.
- Le misure di riflettanza dovrebbero essere relative alla stessa area ed essere acquisite simultaneamente. Questo potrebbe non essere facile da ottenere con strumenti che acquisiscono diversi canali spettrali con diverse telecamere o diversi piani focali. Una mal registrazione delle immagini spettrali può portare a errori sostanziali e quindi produrre risultati inutilizzabili.

Inoltre, il calcolo del valore NDVI risulta essere sensibile ad una serie di fattori perturbanti:
- Effetti atmosferici: la reale composizione dell'atmosfera (in particolare per quanto riguarda il vapore acqueo e l'aerosol) possono influenzare significativamente le misure effettuate dallo spazio. Quindi, queste ultime possono essere male interpretate se questi effetti non sono adeguatamente presi in considerazione (come è il caso quando l'NDVI viene calcolato direttamente sulla base delle misurazioni grezze).
- Nuvole: nuvole profonde (otticamente spesse) possono essere molto evidenti nelle immagini satellitari e producono caratteristici valori di NDVI che facilitano il loro discernimento. Tuttavia, nubi sottili (ad esempio gli onnipresenti cirri) oppure nuvole piccole dimensioni (con un diametro minore della superficie effettivamente campionata dal sensore) possono contaminare significativamente le misurazioni. Allo stesso modo, le ombre delle nubi in zone che non appaiono chiare possono influire i valori NDVI e portare a errate interpretazioni. Queste considerazioni possono essere minimizzate formando immagini composite utilizzando immagini giornaliere.[8] Immagini NDVI composite hanno portato ad un gran numero di nuove applicazioni in cui la vegetazione NDVI o la capacità fotosintetica varia nel tempo.
- Effetti del suolo: terreni tendono a scurirsi quando sono bagnati, e quindi la loro riflettanza diviene una funzione diretta del contenuto d'acqua. Se la risposta spettrale di umidificazione non è esattamente la stessa nelle due bande spettrali, l'NDVI di una zona può apparire cambiato a seguito di variazioni di umidità del suolo (precipitazioni o evaporazioni) e non a causa dei cambiamenti della vegetazione.
- Effetti anisotropi: tutte le superfici (naturali o artificiali) riflettono la luce in modo diverso in direzioni diverse, e questa forma di anisotropia è di solito spettralmente dipendente, anche se la tendenza generale può essere simile in queste due bande spettrali. Come risultato, il valore di NDVI può dipendere dalla anisotropia particolare del bersaglio e dalla geometria angolare dell'illuminazione e dell'osservazione al momento delle misurazioni, e quindi dalla posizione del bersaglio di interesse all'interno della fascia dello strumento o il tempo di passaggio del satellite sul sito. Ciò è particolarmente importante in un'analisi di dati AVHRR dal momento che l'orbita delle piattaforme NOAA tendevano ad andare alla deriva nel tempo. Allo stesso tempo, l'uso di immagini composite NDVI minimizza queste considerazioni e ha portato a livello mondiale una serie di dati temporali NDVI per più di 25 anni.
- Effetti spettrali: dal momento che ogni sensore ha le proprie caratteristiche e prestazioni, in particolare per quanto riguarda la posizione, la larghezza e la forma delle bande spettrali, una formula unica come NDVI produce risultati diversi quando applicato alle misure acquisite da strumenti diversi.

Per queste ragioni, l'NDVI deve essere utilizzato con grande cautela. In qualsiasi applicazione quantitativa che necessita di un dato livello di accuratezza, tutti i fattori perturbanti che possono comportare errori o incertezze di questo ordine di grandezza dovrebbe essere esplicitamente presi in considerazione; questo può richiedere svariati processi di lavorazione sulla base di dati ausiliari e altre fonti di informazione. Le versioni più recenti di set di dati NDVI hanno tentato di tenere conto di questi fattori di complicazione, attraverso elaborazioni.
Un certo numero di derivati e le alternative al NDVI sono state proposte nella letteratura scientifica per affrontare queste limitazioni, tra cui Perpendicular Vegetation Index, il Soil-Adjusted Vegetation Index, il Atmospherically Resistant Vegetation Index, e il Global Environment Monitoring Index. Ciascuno di questi tenta di includere una correzione intrinseca per uno o più fattori perturbanti. Dalla metà degli anni 1990, tuttavia, una nuova generazione di algoritmi sono stati proposti per valutare direttamente le variabili biogeofisiche di interesse (ad esempio, Fraction of Absorbed Photosynthetically Active Radiation o FAPAR), sfruttando le prestazioni avanzate e le caratteristiche dei moderni sensori (in particolare le loro capacità multispettrali e multiangolari) ad adottare tutti i fattori perturbanti in considerazione. A dispetto di molti possibili fattori perturbanti, l'NDVI rimane un prezioso strumento di monitoraggio quantitativo della vegetazione quando la capacità fotosintetica della superficie terrestre deve essere studiata in una scala spaziale per diversi fenomeni.